# Alauca
Alauca è un comune dell'Honduras facente parte del dipartimento di El Paraíso.
Il comune venne istituito nel 1869, contestualmente alla creazione del dipartimento.